# Forcipomyia guttata
Forcipomyia guttata är en tvåvingeart som beskrevs av Meillon och Wirth 1989. Forcipomyia guttata ingår i släktet Forcipomyia och familjen svidknott.
Artens utbredningsområde är Zimbabwe. Inga underarter finns listade i Catalogue of Life.